# Nhill
Nhill – miasto w Wimmerze, w zachodniej Wiktorii w Australii. Nhill znajduje się na zachodniej autostradzie, w połowie drogi między Adelajdą a Melbourne.
Podczas spisu powszechnego w 2016 liczba ludności Nhill wynosiła 1755 mieszkańców.